# Enric Aulí Mellado
Enric Aulí Mellado (Barcelona, 15 de julio de 1949) es un ambientalista, profesor universitario, farmacéutico, escritor e historiador español. Ha participado como director y consejero de múltiples empresas y organizaciones ambientales a nivel mundial. Reformador de teorías medioambientales y creador de eventos y movimientos ambientales y artísticos internacionales, entre los que se encuentran su colaboración en las 28 ediciones del SUNCINE: Festival Internacional de Cine del Medio Ambiente de Barcelona desde 1993. Ha escrito nueve libros, entre ellos Fonda a fonda per Catalunya, Cine y crisis ambiental, Carta a un Joven ecologista y Arte, Naturaleza y Espíritu. En Carta a un Joven ecologista anima a un joven a tomar consciencia y responsabilidad sobre la crisis medioambiental y a participar activamente en el conocimiento y solución de problemas medioambientales, y ofrece allí mismo instrumentos para actuar. Es profesor de la Universidad de Barcelona y Universidad Politécnica de Cataluña, conferenciante y asesor medioambiental en diferentes universidades, en el Ayuntamiento de Barcelona, en la RWE Umwelt y en la promotora "Hábitat". Aunque se ha dedicado durante años a la academia en España, Estados Unidos y Alemania, desarrolló paralelamente metodologías educativas basadas en la experiencia directa con la naturaleza. 

## Trayectoria académica
Obtuvo su licenciatura a sus 21 años por la Universidad de Barcelona. En 1973 terminó el Diplomado en Estadística en la Universidad de París VI. En 1974 se doctoró en Farmacia en la Universitat de Barcelona y recibió el Premio de la Real Academia de Farmacia por su tesis sobre "La explotación del Medioambiente y la contaminación atmosférica en Cornellà de Llobregat"  y el Premio Extraordinario de Licenciatura en 1971. Ese mismo año estudió el Diplomado en Higiene y Salud del Ministerio de Sanidad. Después de años de ejercicio público, regresó en el 2015 a la Universidad de Barcelona para estudiar Filosofía con el Máster de Pensamiento Contemporáneo y Tradición Clásica, donde se graduó con una tesis sobre los trascendentalistas norteamericanos Ralph Waldo Emerson y Henry David Thoreau. Después de graduarse como doctor en Farmacia, estudió PDD dirección empresas en la IESE- Universidad Navarra y el Proficiency en la Universidad de Cambridge. Posteriormente inició su etapa como profesor en Ingeniería ambiental en la Universidad Politécnica, en 2008 obtuvo por concurso la plaza de profesor asociado de Construcción Sostenible (2008 – 2014). En 2020 se tituló magíster en Estudios Avanzados en Historia del Arte, con una tesis sobre cine y la crisis ambiental.

## Trayectoria profesional
En 1975 ingresa al Ayuntamiento de Barcelona a cargo del Área de Medio Ambiente. En 1990 se traslada a la Generalidad de Cataluña donde llega a ser Secretario General del Departamento de Medioambiente. En 1997 trabajó en el despacho alemán de abogados Schiller en el departamento de “Delitos ecológicos”. En el 2000 trabaja como CEO en España de la empresa alemana RWE Umwelt. En el 2002 se desempeña como director de medio ambiente de la Promotora Inmobiliaria Hábitat, donde trabajó con los equipos de afamados arquitectos como William McDonough y Dominique Perrault. En 2006 crea Projectes Naturals, empresa de consultoría y ejecución en todos los campos ambientales, con la que ganó el Premio Pontos Europeo 2007 por la restauración de la Masía Can Gasparó. Asesora en la Rehabilitación de edificios enfermos.
En el 2008 escribió Cartas a un Joven ecologista, libro por el que fue llamado a colaborar con la UPC en el Plan Bolonia, en el Programa de Remediación de edificios enfermos. En el mismo 2008 dirige la serie de televisión Derivada Zero, que registró más de 700.000 espectadores por capítulo. En 2011 se desempeñó como director de Servicios de Medio Ambiente en el Ayuntamiento de Barcelona.
Desde 1982 colabora con organismos internacionales, como Secretario de Organización para la Conferencia para Protección del Mediterráneo, Ciudades Unidas; La Comisión Europea para el Cambio Climático, y ha sido invitado por el Departamento de Estados Unidos a visitar varias universidades norteamericanas. La Organización Meteorológica Mundial en Suiza lo invitó a formar parte en 1991 del grupo de investigación sobre el inventario de los metales pesados en el aire europeo que llega al mar Mediterráneo y es socio fundador de la Sociedad Española de Sanidad Ambiental (SESA).
Actualmente es invitado por diferentes medios españoles como experto en bioconstrucción, vivienda eficiente, la concepción del ecologista en la actualidad, e investigaciones sobre el magnetismo de los lugares o "fuerzas sutiles". Ha sido conferencista, consejero (en especial sobre la contaminación del aire en Europa y la salud pública) y educador sobre el Cambio Climático. Actualmente participa como columnista y analista para Cafè d'idees, de rtve, Avui, Metro, Revista Integral, Mujer Vital y Magazín (Televisión del Ripolles). Es autor de más de 30 artículos sobre la protección del medio ambiente, rehabilitación de edificios, contaminación electromagnética y establecimientos tradicionales de Cataluña. Prepara la construcción de Jardín de piedra seca, según criterios del siglo XI y XII y una serie de televisión de 13 capítulos entrevista sobre la relación del Espíritu de la Naturaleza y el Espíritu Universal, donde se muestran aspectos y propuestas que se están llevando a cabo para la solcuión de problemas medioambientales, y continúa como organizador y jurado en el SUNCINE Festival de Medio ambiente. En el 2021 publicó su más libro más reciente Arte, Naturaleza y Espíritu, un libro de reflexiones sobre la experiencia del viajero y la relación con la filosofía, las artes y la arquitectura. Su próxima obra es una selección de 25 lugares en el norte de Cataluña con fuertes energías telúricas.

## Obras

### Libros
- Arte, Naturaleza y Espíritu (2021)[22]
- Cine y crisis ambiental. Films de ficción y no ficción (2020).
- Fonda a fonda per Catalunya. Cossetania (2019).[23]
- El trascendentalismo americano al ecologismo actual y el documental del medio ambiente del futuro. Emerson, Thoureau y la Naturaleza. Del trascendentalismo a la nueva cultura ecológica (2015).[24][25]
- Sostenibilidad en centros sanitarios. Plataforma Editorial (2010).[26]
- Carta a un joven ecologista. RBA libros (2008).[27]
- La sostenibilitat és posible, Portic Viure (2004).
- La ecología en casa. Integral (2003).[28]
- Guía para obtener una vivienda sostenible: las claves de la armonía ecológica, social y económica en su hogar. Barcelona: CEAC (2005).[29]
- ¿Que es la contaminación electromagnética? Integral, Barcelona (2002).[30]

### Serie de televisión
•Derivada Zero: Red de televisión local (2008)
• Magazín: Televisión del Ripolles, sobre arquitectura, arte y espíritu (13 capítulos) (2021)  
ARTÍCULOS
La Hundertwasserhaus de Viena: precursora de la arquitectura verde y diseñada para que seres humanos y naturaleza vivan juntos en armonía
Enric Aulí Mellado, Jordi Fernández
Integral: N.º. 386, 2012, pág. 20
Construcción sostenible: ¿Una granja? ¿Un edificio? ¡Dragonfly!
Enric Aulí Mellado, Jordi Fernández
Integral: N.º. 384, 2011, pág. 16
Construcción sostenible: Residencia universitaria sostenible
Enric Aulí Mellado, Jordi Fernández
Integral: N.º. 383, 2011, pág. 20
Construcción sostenible: Centro médico ecológico
Enric Aulí Mellado, Jordi Fernández
Integral: N.º. 382, 2011, pág. 18
Construcción Sostenible: Una apuesta por la sostenibilidad
Enric Aulí Mellado, Jordi Fernández
Integral: N.º. 380, 2011, pág. 18
El auge de los alimentos bío
Enric Aulí Mellado, Jordi Fernández
Integral: N.º. 379, 2011, págs. 36-39
Geotermia sanitaria
Enric Aulí Mellado, Jordi Fernández
Integral: N.º. 377, 2011, pág. 20
Cultura cien por cien sostenible
Enric Aulí Mellado, Jordi Fernández
Integral: N.º. 375, 2011, pág. 18
La luz natural en el Instituty Guttmann
Enric Aulí Mellado, Jordi Fernández
Integral: N.º. 374, 2011, pág. 22
Lugares sagrados: Beget, una joya del románico catalán
Gemma Muñoz Soria, Enric Aulí Mellado, Jordi Fernández
Integral: N.º. 372, 2010, págs. 62-63
Centro integral de urgencias
Enric Aulí Mellado, Jordi Fernández
Integral: N.º. 371, 2010, pág. 18
El futurista edificio Kubik
Enric Aulí Mellado, Jordi Fernández
Integral: N.º. 368, 2010, pág. 18
Misterios de Chartres
Enric Aulí Mellado, Gemma Muñoz Soria, Jordi Fernández
Integral: N.º. 368, 2010, págs. 64-65
Bioconstrucción: Pabellón de mimbre en la Expo
Enric Aulí Mellado, Jordi Fernández
Integral: N.º. 367, 2010, pág. 18
Bioconstrucción: Envuelto en una pantalla solar
Enric Aulí Mellado, Jordi Fernández
Integral: N.º. 365, 2010, pág. 20
Bioconstrucción: Centro i+d en eficiencia energética
Enric Aulí Mellado, Jordi Fernández
Integral: N.º. 362, 2010, pág. 20
Bioconstrucción: El museo más ecológico del mundo
Enric Aulí Mellado, Jordi Fernández
Integral: N.º. 361, 2010, págs. 24-25
Usar el sol para refrigerar
Enric Aulí Mellado, Jordi Fernández
Integral: N.º. 359, 2009, pág. 22
Bioconstrucción: rehabilitación ecológica y social
Enric Aulí Mellado, Jordi Fernández
Integral: N.º. 357, 2009, pág. 18
Una casa para el Mediterráneo
Enric Aulí Mellado, Jordi Fernández
Integral: N.º. 354, 2009, pág. 18
Bioconstrucción: Verticalidad respetuosa
Enric Aulí Mellado, Jordi Fernández
Integral: N.º. 348, 2008, pág. 22
Integración de los factores ambientales en las estrategias empresariales
Enric Aulí Mellado
Información Comercial Española, ICE: Revista de economía, ISSN 0019-977X, N.º 800, 2002 (Ejemplar dedicado a: Desarrollo sostenible), págs. 139-148 
OBRAS COLECTIVAS
Contaminación por metales pesados de vegetales comestibles
R.M. Humet, Miquel Salgot de Marçay, Enric Aulí Mellado, J. Cardús Aguilar
Ponencias y comunicaciones: Congreso internacional de tecnología de alimentos naturales y biológicos, 1988, ISBN 84-341-0602-7, págs. 297-305
La educación ambiental y el medio urbano en el ayuntamiento de Barcelona
Enric Aulí Mellado
Primeras jornadas sobre educación ambiental: volumen de ponencias y comunicaciones : Sitges, 13 a 16-10-1983 = Primeres jornades sobre educació ambiental, 1983, págs. 35-38
Els estudis de sanitat ambiental a la Facultat de Farmàcia de la Universitat de Barcelona
J. Cardús, Miquel Salgot de Marçay, Enric Aulí Mellado
Primeras jornadas sobre educación ambiental: volumen de ponencias y comunicaciones: Sitges, 13 a 16-10-1983 = Primeres jornades sobre educació ambiental, 1983, págs. 65-68

### Premios y reconocimientos
- Premio Real Academia de Farmacia de Cataluña (1973)
- Premio Asociación ambiental GEA (2005)
- Homenaje a su trayectoria: Sol de Oro[32] (2014)[33]